# Dybasia interamericana
Dybasia interamericana är en mångfotingart som beskrevs av Loomis 1975. Dybasia interamericana ingår i släktet Dybasia och familjen Cleidogonidae. Inga underarter finns listade i Catalogue of Life.